# Jarinje
Jarinje en serbe latin et Jarinjë en albanais (en serbe cyrillique : Јариње) est une localité du Kosovo située dans la commune/municipalité de Leposavić/Leposaviq, district de Mitrovicë/Kosovska Mitrovica. Selon des estimations de 2009 comptabilisées pour le recensement kosovar de 2011, elle compte 82 habitants, dont une majorité de Serbes.

## Géographie
Jarinje est situé à 16 km au nord de Leposavić/Leposaviq, sur la rive droite de la rivière Ibar. Il est constitué de deux parties, Donje Jarinje et Gornje Jarinje, et fait partie de la communauté locale de Bistrica/Bistricë.

## Histoire
Le village est mentionné pour la première fois en 1327, lorsque le roi serbe Stefan Dečanski l'a rattaché aux possessions du monastère de Studenica.

## Démographie

### Évolution historique de la population dans la localité
| 1948 | 1953 | 1961 | 1971 | 1981 | 1991 | 2009 |
| ---- | ---- | ---- | ---- | ---- | ---- | ---- |
| 709  | 759  | 697  | 581  | 428  | 357  | 82   |

|  |